# Stoffschutz
Stoffschutz ist ein Begriff aus dem Patentrecht, insbesondere im Zusammenhang mit Chemie-Patenten.
In einem Patent führt ein erteilter Anspruch auf eine chemische Verbindung zum Schutz dieses Stoffes unabhängig davon, für welche Verwendung er vorgesehen ist. Damit ist für die Patentlaufzeit des Stoffschutzes zugleich auch eine Verwendung dieses Stoffes für eine alternative, neue Verwendung der chemischen Verbindung blockiert, auch wenn diese neue Verwendung dem Erfinder des Stoffes bei der Anmeldung seiner Erfindung gar nicht bekannt war.
Der Stoffschutz ist besonders beim Patentschutz neuer Arzneistoffe in der Pharmazie und Wirkstoffen von Pflanzenschutzmitteln von erheblicher praktischer und wirtschaftlicher Bedeutung. Wenn ein Patent einen Stoffschutz beinhaltet, ist es für den Patentanmelder relativ einfach, einem vermeintlichen Patentverletzer die Patentverletzung präzise mit den Methoden der analytischen Chemie nachzuweisen.

## Geschichte
In Deutschland wurde bereits im 19. Jahrhundert um die Patentierung chemischer Stoffe gestritten. Ein Patentschutz für chemische Stoffe war nach dem Deutschen Reichspatentgesetz von 1877 nicht vorgesehen. Eingeführt wurde der – aus dem US-amerikanischen Patentrecht bekannte – absolute Stoffschutz für chemische Verbindungen in Deutschland erst im Jahre 1968. Zwischen 1891 und 1968 herrschte sog. mittelbarer Stoffschutz. Zwar konnten chemische Stoffe an sich nicht patentiert werden, dafür allerdings ihr Herstellungsprozess. Um nicht gegen ein Patent zu verstoßen, musste ein Nicht-Patentinhaber nachweisen, dass ein alternativer Herstellungsprozess verwendet wurde.